# Walter Kaegi
Walter Emil Kaegi é um historiador e estudioso da história bizantina, e professor de história na Universidade de Chicago. É também um membro votante do O Instituto Oriental. Recebeu seu PhD da Universidade de Harvard em 1965. É conhecido por suas pesquisas no período do século IV ao século XI com um interesse pessoal no avanço do Islã, interações com religião e pensamento, e assuntos militares. É também distinto por analisar o período romano tardio no contexto europeu e mediterrâneo. É conhecido como co-fundador da Conferência de Estudos Bizantinos e o editor do jornal Byzantinische Forschungen.

### Anos 1970-1980
- Bizâncio e o Declínio de Roma. Princeton: Princeton University Press, 1968; reimpresso, 1970.
- Agitação militar bizantina 471-843: uma interpretação. Amsterdam & Las Palmas: A.M. Hakkert, 1981.
- Exército, sociedade e religião em Bizâncio. Londres: Variorum Revised Editions & Reprints, 1982.
- Alguns pensamentos na estratégia militar bizantina. Palestra de estudos helênicos para Ball State University. Brookline, MA.: Hellenic College Press, 1983.
- Bizâncio e o comércio de ouro trans-Saara: A Nota de advertência. Graeco-Arabica, vol. 3 (1984), 95-100.

### Anos 1990
- Procópio, o historiador militar. Byzantinische Forschungen 15 (1990) 53-85.
- Bizâncio e as primeiras conquistas islâmicas. Cambridge, Eng.: Cambridge University Press, 1992. Paperback, 1995.
- Logísticas bizantinas: problemas e perspectivas. Em volume coletivo, ed. by John A. Lynn, entitled The Feeding of Mars (Boulder:Westview Press, 1993) 39-55.
- A capacidade do exército bizantino para operações militares na Itália. In: Teodorico e i Goti, ed. by Antonio Carile (Ravenna: Longo Editore,1995) 79-99.
- Egito na véspera da conquista muçulmana, História do Egito da Cambridge, ed. C. Petry (Cambridge: Cambridge University Press, 1998) pp 34–61.

### Anos 2000
- Sociedade e instituições na África bizantina. Em: Ai confini dell'impero. Storia, arte e archeologia della Sardegna bizantina. (Cagliari, Sardinia, Italy: M & T Sardegna, 2002) pp. 15–28.
- Heráclio, imperador de Bizâncio. Cambridge University Press (2003).
- Confrontando o Islã: imperadores versus califas (641-c. 850). In: História do Império Bizantino da Cambridge, 2008) 365-394.
- Expansão e colapso muçulmano no norte da África. Cambridge University Press (2010).